# NGC 7304
NGC 7304 is een groep van 3 sterren in het sterrenbeeld Pegasus. Het hemelobject werd op 20 augustus 1862 ontdekt door de Duits-Deense astronoom Heinrich Louis d'Arrest.